# بانک اسلوونی
بانک اسلوونی (اسلوونیایی: Banka Slovenije) بانک دولتی اسلوونی است، که در سال ۱۹۹۱ تأسیس شد.